# Крысовы (Истобенское сельское поселение)
Крысовы — деревня в Оричевском районе Кировской области в составе Истобенского сельского поселения.

## География
Расположена на расстоянии примерно 2 км на юг-юго-восток от административного центра поселения села Истобенск.

## История
Известна с 1671 года как деревня Барановская, в 1765 году здесь проживало 62 человека. В 1873 году здесь (Барановская 1-я или Крысовы) было отмечено дворов  21 и жителей 178, в 1905 45 и 299, в 1926 (деревня Крысовы или Барановская 1-я, Баранцевы) хозяйств 64 и жителей 313, в 1950 58 и 198, в 1989 53 постоянных жителя. Настоящее название утвердилось с 1939 года. 

## Население
Постоянное население  составляло 52 человека (русские 100%) в 2002 году, 45 в 2010.